# Theodor Andrei
Theodor-Octavian Andrei, känd professionellt som Theodor Andrei, född 9 oktober 2004 i Bukarest, är en rumänsk sångare, låtskrivare och skådespelare. Han gjorde sig känd år 2017 efter sitt deltagande i talangshowen Vocea României Junior, den rumänska versionen av The Voice Kids. 2020 deltog han även i Rumäniens version av The X Factor.

## Eurovision Song Contest
Den 11 februari 2023 vann han den rumänska uttagningen till Eurovision Song Contest 2023, Selecția Națională, med låten D.G.T. (Off and On). Bidraget tävlade i den andra semifinalen där den slutade på en 15:e plats med 0 poäng. Efter tävlingen har Andrei uttryckt sig kritiskt mot Rumäniens nationella sändningsföretag TVR utifrån hur han behandlades under samarbetet. TVR ska bland annat ha nekat flera av hans scenidéer och tvingat honom framföra en långsammare omarbetning av låten.